# Drávafok
Drávafok es un pueblo ubicado en el distrito de Sellye, en el condado de Baranya, Hungría.

## Superficie
Posee una superficie de 23,90 kilómetros cuadrados.

## Demografía
Hasta 2019 la población era de 491 habitantes, con una densidad de población de 20,54 habitantes por kilómetro cuadrado.